# Carreño
Carreño är en kommun i Spanien. Den ligger i den autonoma regionen Asturien i nordvästra delen av landet, 400 km nordväst om huvudstaden Madrid. Antalet invånare är 10 256 (2024). Arean är 66,59 kvadratkilometer. Carreño gränsar till Corvera de Asturias, Gijón och Luanco. 